# Ain't No Other Man
«Ain't No Other Man» —en español: «No hay otro hombre»— es una canción interpretada por la cantante estadounidense Christina Aguilera, perteneciente a su quinto álbum de estudio Back to Basics (2006). La compuso la intérprete con Chris E. Martin, Kara DioGuardi, Charles Roane y Harold Beatty. Musicalmente, está compuesta en los géneros de jazz y pop con influencias de dance. La compañía discográfica RCA Records la lanzó como el primer sencillo del disco el 6 de junio de 2006.
Recibió comentarios positivos de parte de los críticos, quienes destacaron el nuevo estilo musical que tomó Aguilera para Back to Basics, además de su registro vocal. Comercialmente, tuvo un rendimiento aceptable en el mundo. En los Estados Unidos, logró llegar al sexto puesto en la lista Billboard Hot 100 y ser certificado doble platino por la RIAA, siendo la canción más vendida de la cantante en el país como artista principal y la cuarta en general detrás de tres colaboraciones que ha participado. En otros países, alcanzó el top diez en países como Australia, Alemania, Bélgica, Finlandia, Irlanda, Italia, Nueva Zelanda, Reino Unido, Suiza, entre otros. La canción recibió distintos galardones en diferentes ceremonias de premiación, entre el que destaca el premio Grammy en la categoría de mejor interpretación vocal pop femenina en su cuadragésima novena edición.
El vídeo lanzado en junio de 2006, fue dirigido por el productor cinematográfico estadounidense Bryan Barber, logró gran popularidad siendo retirado oficialmente de TRL y recibiendo cuatro candidaturas a los premios MTV Video Music Awards del 2006, además de duras 5 semanas no consecutivas en el puesto número 1 de la lista de MTV. La canción fue muy bien recibida por los críticos de música contemporánea. Muchas columnas, como All Music y Rolling Stone, aludieron a Christina Aguilera porque el sencillo era «su gran regreso» a la industria del entretenimiento. Gracias a la interpretación vocal de la canción, la cantante ganó el premio Grammy a «Mejor interpretación vocal pop femenina» en la 49.ª edición de los mismos. La canción obtuvo un gran impacto en la cultura popular siendo interpretada en varias ocasiones por competidores de American Idol, The X Factor, entre otros programas de talentos.

## Escritura y producción
Al momento de la creación de «Ain't No Other Man», Christina Aguilera contactó con al productor de hip hop DJ Premier después de oír su trabajo con los músicos Gang Starr. El compositor y productor sostuvo que «fue una sorpresa esa llamada por las diferencias entre nuestras audiencias, pero siempre estoy abierto a retos y trato de hacer cosas nuevas», y concluyó con que «me describió la temática del álbum y me envió discos sobre la música en la que se quería inspirar... Aretha Franklin, Etta James, Marvin Gaye... Una vez visto el estilo que quería, tuve que que incorporar mi sonido propio, con ritmos penetrantes y otras cosas así, pero logré darle la atmósfera que Aguilera deseaba proyectar en su interpretación».
Para «Ain't No other Man», la primera canción terminada por el dueto, Premier usó fragmentos de canciones de jazz de la «vieja escuela», como «Hippy, Skippy, Moon Strut» de la banda The Moon People y «The Cissy's Thang» de la banda The Soul Seven. Después de las primeras sesiones de grabación en Nueva York, el productor habló sobre Christina, diciendo que «[Christina] realmente representa el canto y la música». Al término del trabajo, Premier dedujo que el tema "es realmente rápido, lo cual es definitivamente diferente para mí, porque no hago ese tipo de composiciones... Es como de 130 pulsaciones por minuto, pero sigue sonando al hip hop/soul de Christina».
Junto a «Ain't No other Man», Premier y Christina Aguilera produjeron cinco canciones más, incluidas en el primer disco del álbum Back to Basics. Su promoción inició con una interpretación en la ceremonia del canal MTV, MTV Movie Awards de 2006, donde fue aludida y la artista dijo que:

Desearía hacerla fácil y llena de luz para que la gente la cante y la baile, así que toda la canción está basada en los elementos e instrumentos del soul, jazz y blues que te hacen sentir bien. Sobre las letras, acababa de casarme, por lo que tratan de alguien  en particular, pero principalmente va de sentirse a gusto y no tomarse las cosas muy en serio. No es una canción de amor. Es divertida, es genial, es un cambio.
Christina Aguilera

## Estructura

### Estructura musical

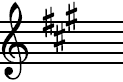
La canción está compuesta en la tonalidad de la mayor.

«Ain't No Other Man» es una canción jazz compuesta en compás de 4/4 y en la tonalidad de la mayor. Las dos tonalidades en la progresión armónica de la pista son fa sostenido menor y si mayor. De igual forma, está escrita en la forma estribillo-verso-estribillo (común en las composiciones del pop) y los instrumentos que sobresalen en su melodía son el tambor, el saxofón y la guitarra. La primera intervención de Aguilera es una nota de fa ♯ 5, precedida por la mezcla del tema "Hippy, Skippy, Moon Strut". Las frases terminan en melisma y la extensión vocal de Aguilera en la canción abarca alrededor de quince notas, desde la 3 hasta sol 5.

### Contenido lírico
«Ain't No Other Man» es una composición dedicada a la vida marital de Aguilera y su esposo Jordan Bratman. A diferencia de otras canciones de la cantante, el tema maneja la rima asonante en todo su contenido, asociando palabras como brother («hermano») other («otro») y lover («amante»). Sin embargo, la artista sostuvo que el tema «no es una canción de amor», sino «es divertida, es optimista», pero «está entrelazada a mi vida real».
El primer verso del sencillo relata cómo se enamoró Christina de Bratman, señalando que «algo de ti me cautivó el ojo», aludiendo a que no puedo apartarse de su ser, afirmando que le dijo a todas las personas que la rodean que está «loca por él», y concluyendo que cada vez que lo ve «todo tiene sentido». El estribillo sugiere que Aguilera no prefiere a otro hombre sobre su esposo, comentándole a Bratman que es él «el tipo de chico que todas las mujeres buscan», pues "tienes clase, tienes estilo". En el siguiente verso, la artista le agradece a su esposo el hecho de que esté con ella, pues cambió su vida e hizo que «lo que estaba nubloso ahora esté claro». En la última estrofa, la artista argumenta que no hay otro hombre porque su esposo «es el mejor», «quien me da fuerza» y el que pasó todo tipo de «examen».

## Video musical

### Trama

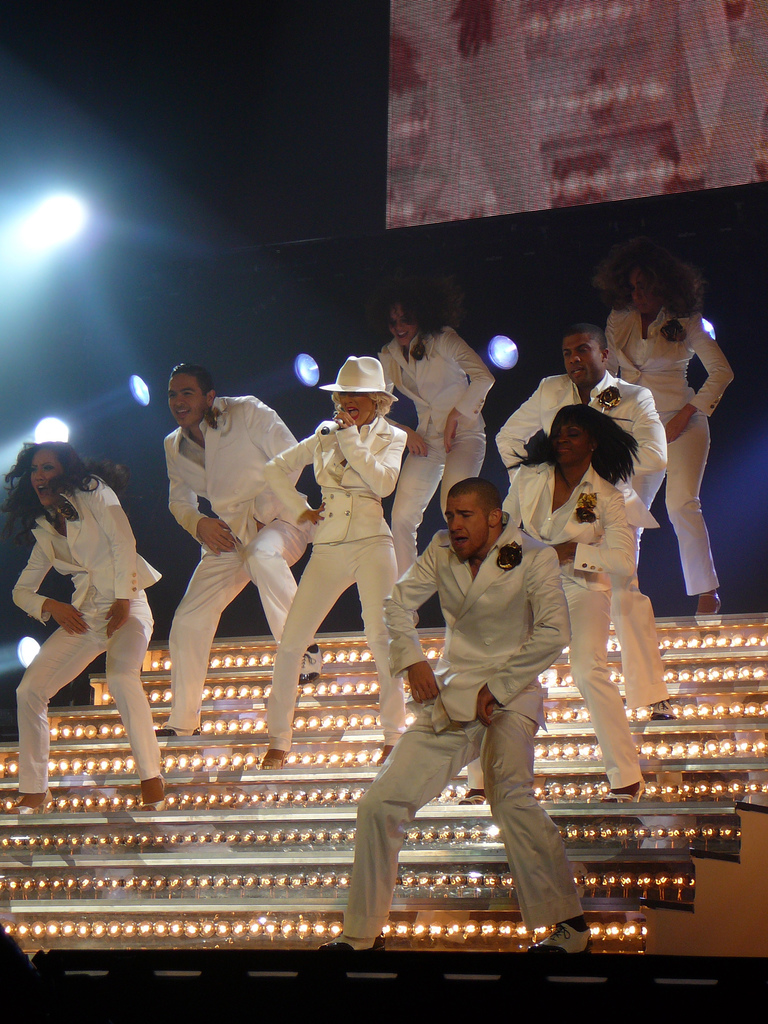
Durante la interpretación en vivo de la canción, Christina Aguilera usó la misma coreografía del vídeo.

El video fue dirigido por el productor cinematográfico estadounidense Bryan Barber, y grabado en los tres primeros días de mayo de 2006. En una entrevista al canal MTV, Christina Aguilera aseguró que contactó a Barber inmediatamente después de que él terminara de grabar la película Idlewild, relacionada con la época de los años 1920 y 30, afirmando que «me intriga su capacidad de crear los escenarios de los años 1920. Necesitaba el director correcto, el capaz de compartir mi visión del álbum, y lo encontré». El productor cinematográfico le contestó en metáfora, diciendo que «definitivamente, las estrellas están alineadas».
Al igual que la letra de la canción, el clip enfatiza la relación de una artista con «su hombre», pero difieren en que la primera trata de acercarlo y el segundo de alejarlo. Durante la grabación del video, Aguilera lo describió con "me voy a un bar, donde canto y me encuentro cara a cara con mi hombre misterioso" pero «no lo quiero cerca». La imagen de la artista para promocionar su sencillo contó con la inspiración del Broadway de los años 1930, mientras la misma confirmó un nuevo alter ego (después de "Xtina") llamado "Baby Jane", diciendo que «soy la señora Baby Jane. No te diré porqué tengo el apodo. No puedo... Baby Jane sigue siendo mi esencia, pero es la que describe mi vida en este momento».
El diseñador de escenografía y coreógrafo fue Jeri Slaughter, quien le dio clases de baile personalizadas a la cantante. Aguilera afirmó que la idea era hacer algo similar a sus interpretaciones en tarima. De igual forma, la intérprete sostuvo que practicó todo el tiempo para que todo saliera bien en las grabaciones, señalando que "usé mi chimenea como un escenario improvisado. En las escaleras practiqué la parte de la mesa de billar". El concepto del baile en el video trataba de semejar los pasos de las danzas de las películas en blanco y negro. Al concluir la grabación, Slaughter comentó que su deseo era hacerles sentir a la artista y a sus bailarines que, en lugar de grabar un video musical, estarían filmando una película.

### Recibimiento
El 21 de junio de 2006, el video fue lanzado globalmente por la cadena MTV en su repertorio musical Total Request Live. Después de un documental ofrecido por el programa Making the Video, «Ain't No Other Man» entró al puesto sexto del listado del canal. Sin embargo llegó hasta el número uno durante cinco días no consecutivos. Su permanencia en la lista se extendió por un mes, precedido de su retiro al cumplir el límite de estadía en el programa. En la ceremonia de premios de MTV, MTV Video Music Awards de 2006, el tema recibió cuatro nominaciones, incluida «video del año», pero perdió frente a «I Write Sins Not Tragedies» de la banda estadounidense Panic! at the Disco. En el conteo oficial del canal Much Music de Canadá, el video debutó en la posición veintisiete, el 23 de junio de 2006. «Ain't No Other Man» fue escalando poco a poco y, a su octava semana, logró el número uno y permaneció dos semanas consecutivas en él. Dos semanas después abandonó el repertorio, ubicada en el veintitrés.

## Recepción

### Crítica

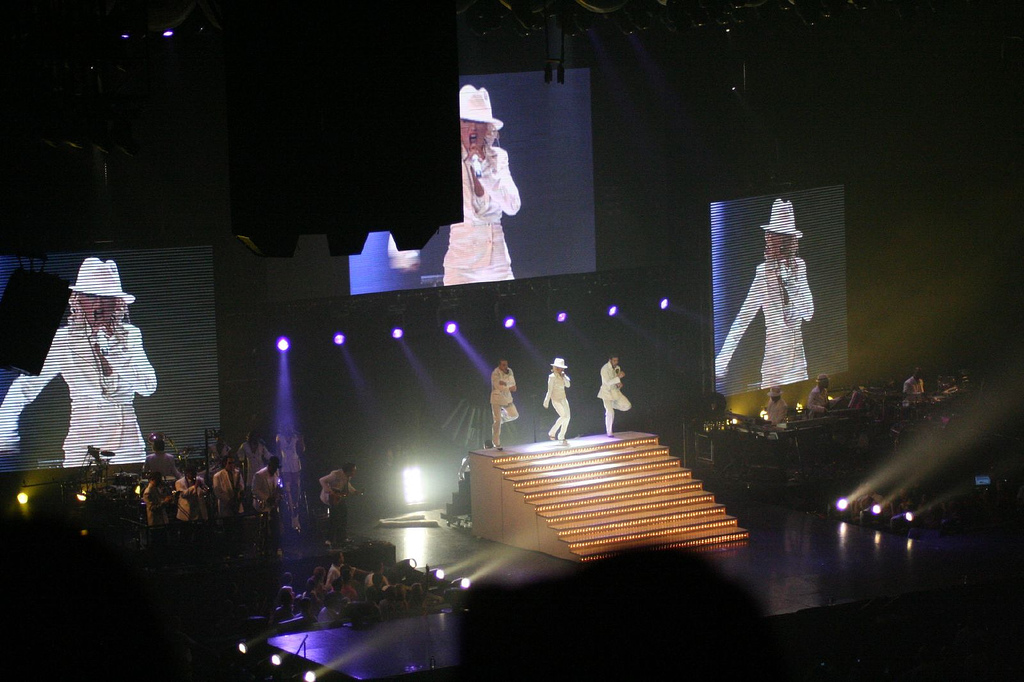
Christina Aguilera en el escenario de interpretación de «Ain't No Other Man» en la gira Back to Basics World Tour.

«Ain't No Other Man» fue muy bien recibida por los críticos. Stephen Thomas Erlewine, columnista de la página de internet All Music, sostuvo que la canción se asemeja al álbum I'm Breathless de la cantante Madonna, pero aseguró que le da una «puñalada» a la música jazz-rap de los inicios de los años 1990. Chris Evans, de la organización Blog Critics, citó que «en Back to Basics encontramos cuatro canciones que asemejan el sonido de los años 1920, los 30 y los 40... Entre esas está 'Ain't No Other Man', un tema rápido y divertido». Darryl Sterdan, escritor canadiense del diario CANOE, dijo que «Ain't No Other Man» era una actualización del sencillo de 2001 «Lady Marmalade» y que asemejaba fácilmente el sonido de la vieja escuela.
El periodista Mike Joseph escribió en la página de internet Pop Matters que, «los toques musicales y las referencias a la música 'básica' son alusivos al soul y al funk de los años 1960 y los 70, actualizados con el poder de DJ Premier, reflejado en 'Ain't No Other Man'», mientras que Jake Meaney, de la misma organización, sostuvo que el tema es «inteligentemente pegadizo» y concluyó que Back to Basics contiene «dos gemelos increíblemente pegadizos», refiriéndose a «Back in the Day» y a «Ain't No Other Man». Bill Lamb, columnista de la página de internet About.com, nombró a la canción como una de las mejores dentro del álbum, ofreciendo una crítica especializada del sencillo donde dedujo que «es una de las expresiones alusivas al amor más calientes de los últimos tiempos», finalizando con «es la canción perfecta para bailar en las fiestas de este verano».

### Posiciones e impacto

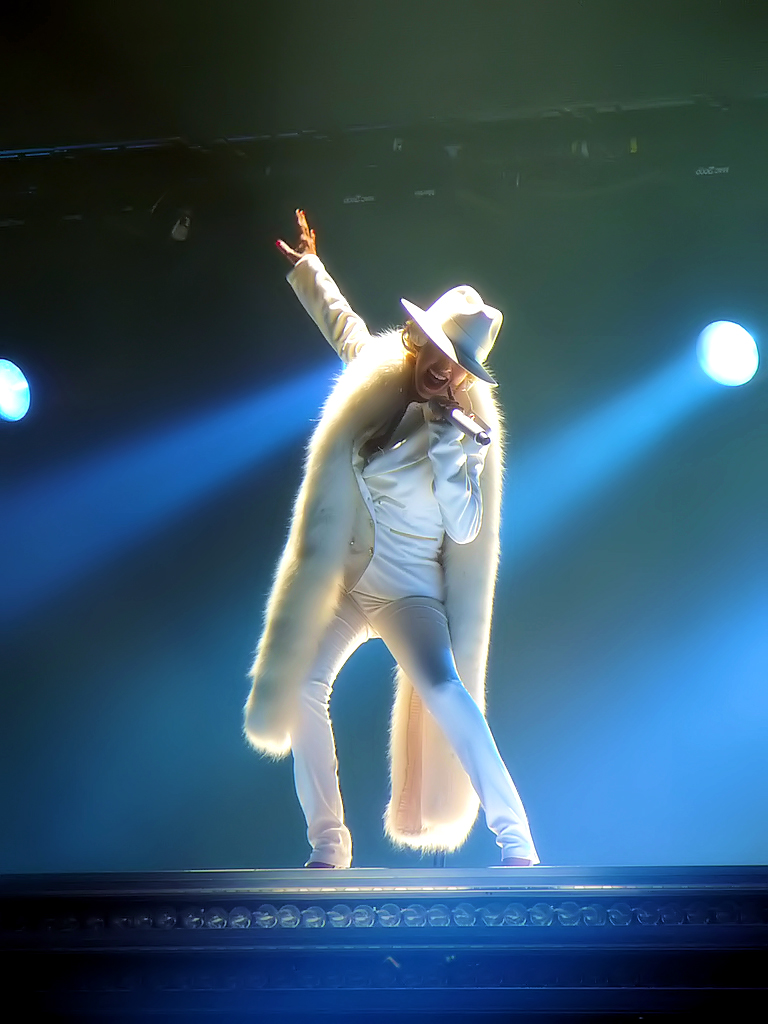
Christina Aguilera usó a «Ain't No Other Man» como la canción de apertura de su gira mundial Back to Basics World Tour. En la imagen, la primera aparición de la cantante en el concierto.

El listado canadiense de ventas físicas y digitales de sencillos posicionó al tema en el número cuatro, mientras que la empresa de certificaciones CRIA le otorgó el reconocimiento de doble platino. En Estados Unidos el sencillo tuvo un rendimiento comercial bastante alto. Debutó en la posición diecinueve de la lista ofrecida por la revista Billboard, siendo la entrada más alta de la semana y de la carrera de Aguilera. Poco después llegó hasta el número seis y se mantuvo en él una semana. En la lista temática de música pop ofrecida por la misma publicación, llamada Pop 100, la canción obtuvo el cuarto puesto, abandonando el repertorio después de treinta semanas en él. En la lista de las canciones radiadas de baile, el Hot Dance Airplay, «Ain't No Other Man» se posicionó en el número uno, permaneciendo en él más de dos semanas consecutivas. En otras tres listas, Mainstream Top 40, Adult Top 40 y Hot Digital Tracks, ofrecidas por la misma revista, el tema alcanzó las posiciones ocho, diecinueve y tres, respectivamente. En noviembre de 2006, «Ain't No Other Man» recibió su primera certificación de oro, al vender más de quinientas mil copias físicas. En febrero de 2007, junto con su sencillo sucesor «Hurt» (que recibió disco de oro), la canción recibió disco de platino al distribuir un millón de copias vía descarga digital . En agosto de 2021 la canción (junto con «Hurt» y «Candyman» que obtuvieron su certificación platino) obtuvo su certificación 2×Platino por vender 2 000 000 de copias en el país. Según Nielsen SoundScan, hasta septiembre de 2012, «Ain't No Other Man» vendió 1 700 000 descargas en Estados Unidos, donde se convirtió en el sencillo más vendido de Aguilera en formato digital. De acuerdo con Nielsen SoundScan el tema ha vendido 1,747,089 copias en los Estados Unidos hasta 2014, convirtiéndose en la canción de mayor éxito comercial para Aguilera como artista principal en el país. En general, "Ain't No Other Man" ocupa el tercer puesto entre las canciones de mayor éxito comercial para Aguilera en el territorio estadounidense, por debajo de "Moves like Jagger" dueto con Maroon 5 en el 2011, que alcanzó el primer puesto en la Billboard Hot 100 y vendió 6,347,000 copias, al igual que "Say Something" junto con A Great Big World en el 2013, que llegó al puesto 4 de la lista Hot 100 y ha vendido 4,015,684 copias.
El tema tuvo movimientos moderados en los repertorios musicales de Europa. Llegó hasta el tercer puesto del listado continental, abandonándolo después de dieciséis semanas en él. El sencillo contó con buen rendimiento comercial en la lista oficial del Reino Unido, donde escaló a la segunda posición luego de haber debutado en la dieciocho, abandonando el repertorio en el número cincuenta y nueve y concluyendo catorce semanas en él. No obstante, en la primera semana de 2007, «Ain't No Other Man» volvió al listado en la posición setenta, pero solo permaneció una semana más. También alcanzó la lista de las cinco canciones más escuchadas de Alemania, Finlandia, Irlanda, Italia, Noruega, Países Bajos y Suiza; de las diez en Austria y Bélgica y de las treinta en Francia y Suecia. Sin embargo, en Oceanía, «Ain't No Other Man» logró certificarse disco de oro, otorgado por la empresa ARIA, al vender más de treinta mil copias en Australia. En el repertorio escaló hasta el sexto puesto y permaneció en él dos semanas consecutivas. De igual forma, en Nueva Zelanda alcanzó el listado de las diez más escuchadas, ubicándose en el quinto puesto y saliendo luego de quince semanas.
En el 2007, Christina Aguilera fue nominada dos veces al Premio Grammy, gracias a la interpretación de «Ain't No Other Man» y a la grabación de Back to Basics. Solo el primer premio le fue entregado, superando a las artistas Natasha Bedingfield, Sheryl Crow, Pink y KT Tunstall.

## Formatos
| Disco compacto - Estados Unidos |                                         |          |  |
| N.º                             | Título                                  | Duración |  |
| 1.                              | «Ain't No Other Man» (edición de radio) | 3:49     |  |
| 2.                              | «Ain't No Other Man» (instrumental)     | 3:57     |  |
| 3.                              | «Ain't No Other Man» (call out hook)    | 0:10     |  |

| Disco compacto - Europa |                                         |          |  |
| N.º                     | Título                                  | Duración |  |
| 1.                      | «Ain't No Other Man» (edición de radio) | 3:49     |  |
| 2.                      | «Ain't No Other Man» (instrumental)     | 3:57     |  |

| Disco compacto especial - Europa |                                                |          |  |
| N.º                              | Título                                         | Duración |  |
| 1.                               | «Ain't No Other Man» (versión del álbum)       | 3:47     |  |
| 2.                               | «Ain't No Other Man» (Jake Ridley remix)       | 6:01     |  |
| 3.                               | «Ain't No Other Man» (Ospina & Sullivan remix) | 3:45     |  |
| 4.                               | «Ain't No Other Man» (A cappella)              | 3:30     |  |

## Posicionamiento en listas

### Semanales
| País              | Lista                     | Mejor posición |
| 2006              | 2006                      | 2006           |
| ----------------- | ------------------------- | -------------- |
| Alemania          | German Singles Chart      | 5              |
| Australia         | Australian Top 50 Singles | 6              |
| Austria           | Ö3 Austria Top 75         | 7              |
| Bélgica (Flandes) | Ultratop 50               | 10             |
| Bélgica (Valonia) | Ultratop 40               | 27             |
| Canadá            | Canadian Digital Songs    | 4              |
| Dinamarca         | Airplay Top 20            | 5              |
| Eslovaquia        | Slovakia Radio Top 100    | 4              |
| Estados Unidos    | Billboard Hot 100         | 6              |
| Estados Unidos    | Digital Songs             | 4              |
| Estados Unidos    | Radio Songs               | 19             |
| Estados Unidos    | Pop Songs                 | 8              |
| Estados Unidos    | Adult Pop Songs           | 19             |
| Estados Unidos    | Rhythmic Songs            | 29             |
| Estados Unidos    | Dance/Club Play Songs     | 1              |
| Finlandia         | Finnish Singles Chart     | 5              |
| Francia           | French Singles Chart      | 26             |
| Hungría           | Single (Track) Top 10     | 3              |
| Irlanda           | Irish Singles Chart       | 3              |
| Italia            | Italian Singles Chart     | 5              |
| Noruega           | Norwegian Singles Chart   | 2              |
| Nueva Zelanda     | NZ Top 40 Singles         | 5              |
| Países Bajos      | Dutch Singles Chart       | 11             |
| Reino Unido       | UK Singles Chart          | 2              |
| República Checa   | Czech Radio Top 100       | 15             |
| Suecia            | Swedish Singles Chart     | 15             |
| Suiza             | Swiss Singles Chart       | 5              |

| Predecesor: «Unfaithful» de Rihanna | Billboard Hot Dance Airplay — Sencillo número uno 26 de agosto de 2006 - 24 de septiembre de 2006 | Sucesor: «SexyBack» de Justin Timberlake |
| Predecesor: «Lost» de Roger Sánchez | Hot Dance Club Play — Sencillo número uno 9 de septiembre de 2006 — 23 de septiembre de 2006      | Sucesor: «Turn It Up» de Paris Hilton    |

### Anuales
| Chart (2006)                     | Posición |
| -------------------------------- | -------- |
| Australia                        | 34       |
| Austria                          | 53       |
| Alemania                         | 53       |
| Países Bajos                     | 66       |
| Suecia                           | 26       |
| Reino Unido Singles Chart        | 33       |
| Estados Unidos Billboard Hot 100 | 32       |

### Década
| Chart (2000–09)                     | Peak posición |
| ----------------------------------- | ------------- |
| Estados Unidos Hot Dance Club Songs | 46            |

## Créditos y personal
| - Escritura: Christina Aguilera, Kara DioGuardi, Chris E. Martin, Charles Roane y Harold Beatty. - Producción: DJ Premier, Charles Roane y Christina Aguilera. - Producción vocal: Rob Lewis. - Voz principal: Christina Aguilera. - Guitarra: Tareq Akoni. | - Percusión: Ray Islas y Dj Premier. - Tambores: DJ Premier. - Mezcla: Charles Roane. - Asistente de mezcla: Jordan Laws. - Fragmentación: «Hippy, Skippy Moon Strut» de harold Beatty de Moon People y «The Cissy's Thang» de The Soul Seven. |